# Steve Weingart
Steve Weingart (Dayton, 11 marzo 1966) è un tastierista statunitense noto per la sua militanza nella Dave Weckle Band e nei Ring of Fire.

## Biografia
Tra molti altri musicisti famosi, Weingart si è esibito dal vivo e/o registrato con Chaka Khan, Steve Lukather, Frank Gambale, Scott Henderson, Simon Phillips, Virgil Donati, Marco Mendoza e Kenny Rankin.

## Carriera
Steve Weingart ha suonato nell'album di Steve Lukather Ever Changing Times, pubblicato nel febbraio 2008. Durante la prima parte del 2008, Weingart ha continuato ad esibirsi a livello locale a Studio City, in California, e in tour internazionale con Warren Hill, oltre a scrivere e registrare con sua moglie, Renee Jones (basso e voce). Weingart è stato in tour con Victor Wooten nel marzo 2008 e in Giappone con Simon Phillips nell'aprile 2008.  

## Discografia

### Solista
- 2001 - Life Times
- 2006 - Dark Blue Dream

### Dave Wreckle Band
- 2000 - Transition
- 2002 - Perpetual Motion
- 2005 - Multiplicity

### Ring of Fire
- 2002 - The Oracle